# Храм Афайи
Храм Афайи (Афеи; Ναός Αφαίας) — посвящённый богине Афайе, или Афее, храм на острове Эгина, что в Сароническом заливе. Расположен на северо-восточном крае острова на холме над мысом. Главное святилище древней Эгины. Другое, устаревшее название: храм Афины-Афайи.

## История
Храм был построен в 13 километрах к востоку от главного города острова около 500 года до н. э. на месте более старого храма, построенного за 70 лет до того и уничтоженного пожаром ок. 510 г. до н. э. 
Храм посвящён местной богине критского происхождения, которая известна также под именами Бритомартис («Очаровательная Дева», ипостась богини Артемиды) и Диктинна («Попавшая в сеть»). 

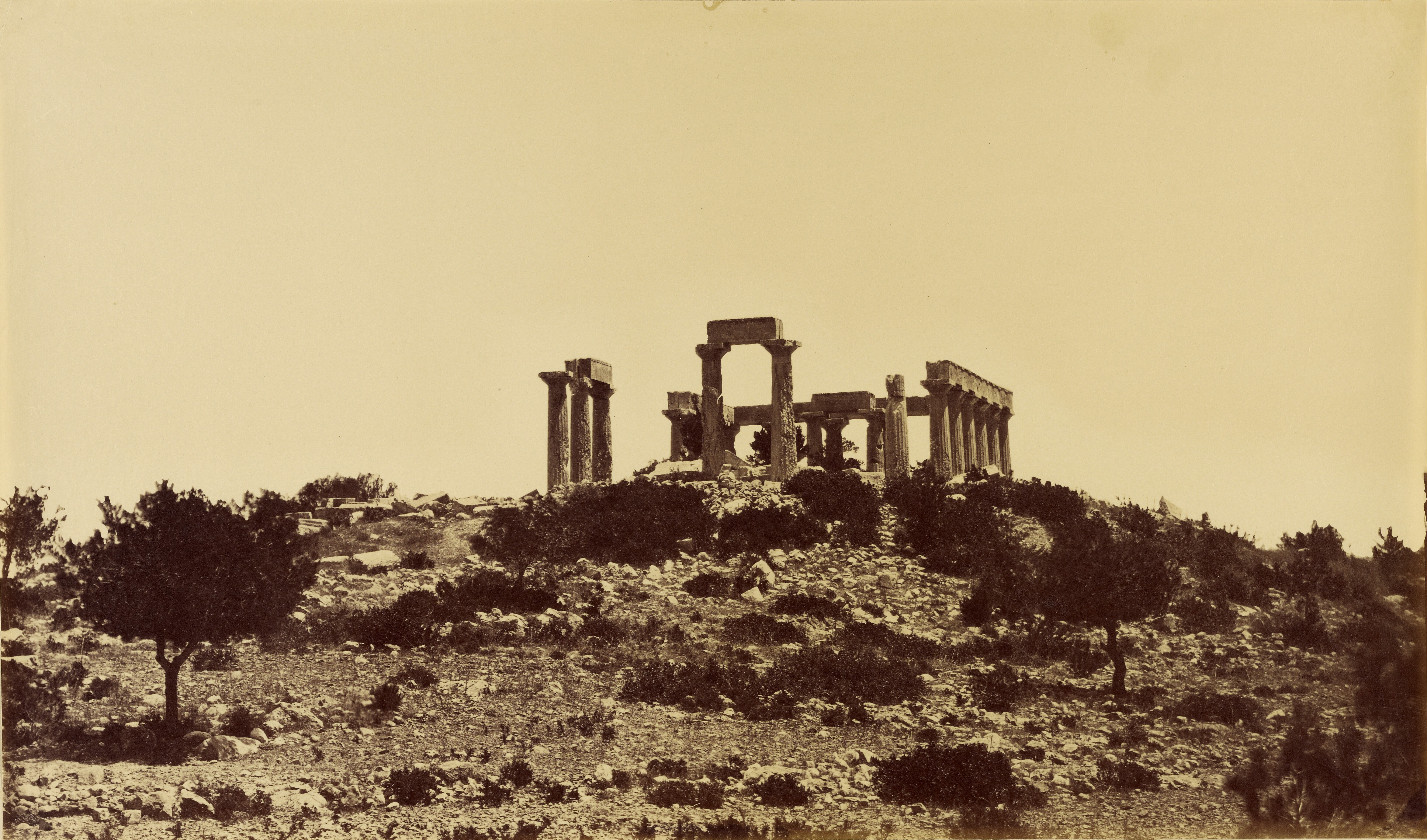
Храм Юпитера (Афины Афайи). Около 1880 г.

Согласно мифу, убегая от преследовавшего её Миноса, богиня бросилась в море, но не утонула, а запуталась в рыбацких сетях. Отсюда её прозвание.

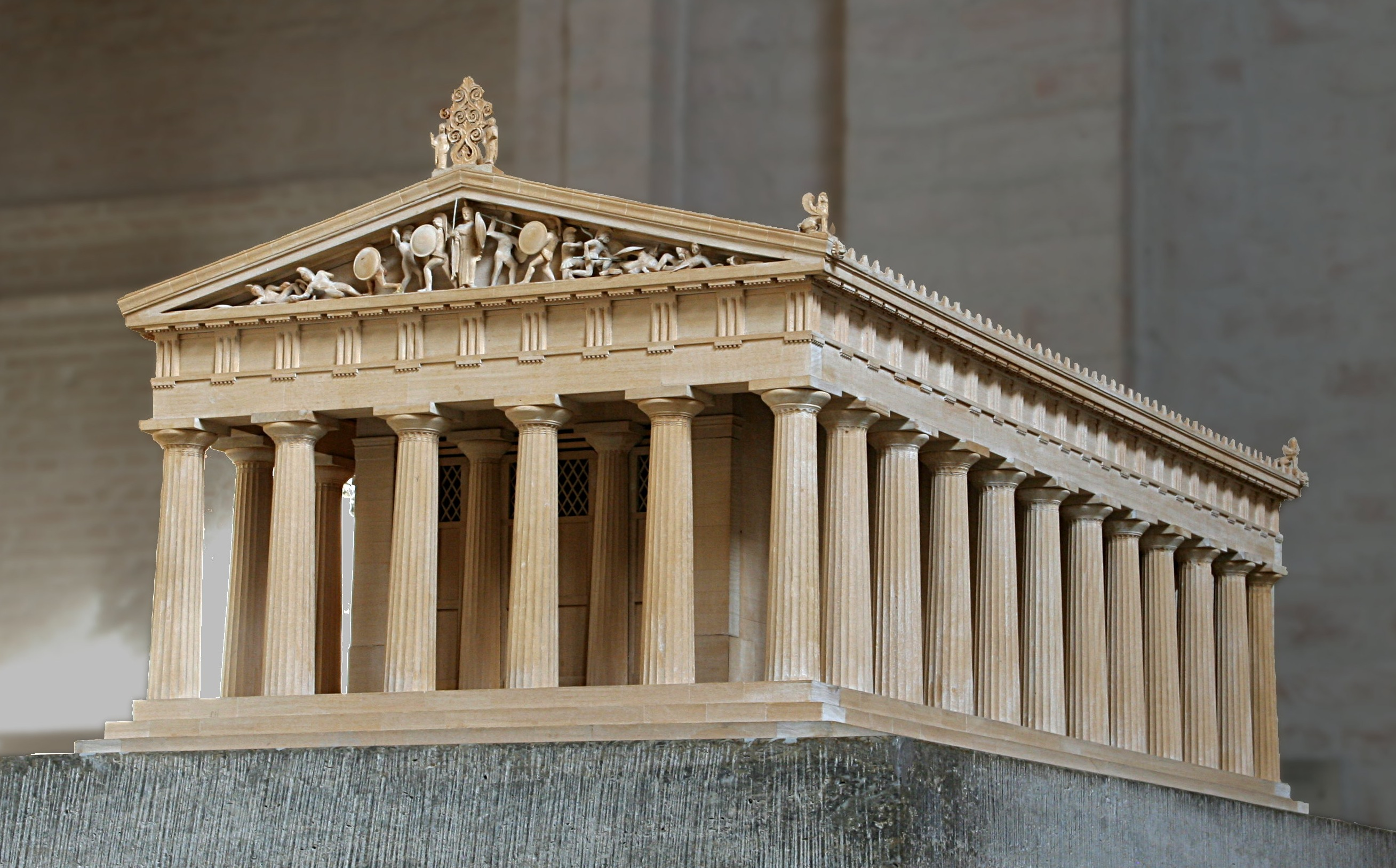
Макет храма, выставленный в Мюнхенской глиптотеке

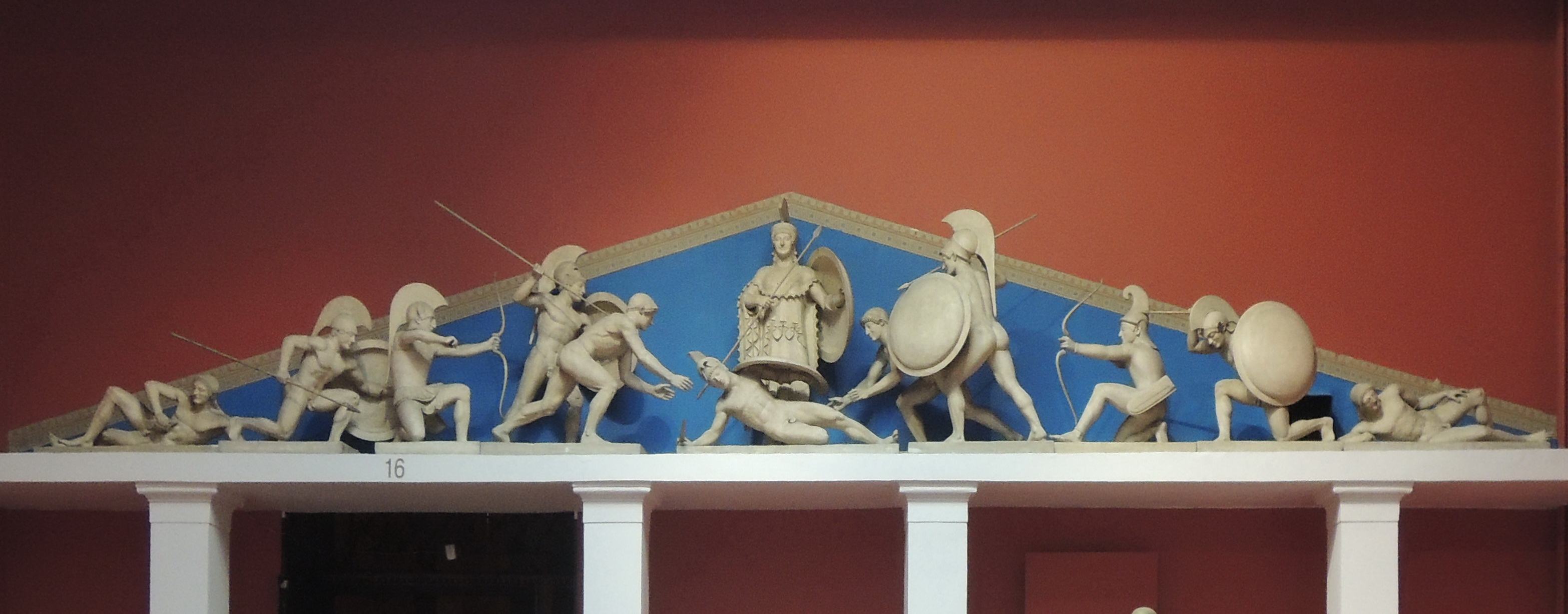
Реконструкция одного из фронтонов в Пушкинском музее в Москве.

Долгое время считали, что храм на о. Эгина  посвящён богине Афине, поскольку в знаменитых скульптурных композициях его фронтонов, изображающих сражение греков с троянцами, изображена Афина. Но выяснилось, что храм был посвящён Афайе, а позднее Зевсу Панэллинскому. Поэтому в классической литературе закрепилось название: храм Афины-Афайи.
До середины XIX века этот храм принимали за храм Зевса, или Юпитера Панэллинского. Именно такое название носят несколько пейзажей, выполненных в 1814-16 гг. выдающимся английским художником Уильямом Тёрнером.

## Архитектура
Храм  Афины-Афайи  представляет собой периптер дорического ордера: 6 х 12 колонн (по главному и боковому фасадам) на трёхступенчатом стереобате с пронаосом, опистодомом и внутренней колоннадой наос а. Имелась угловая  контракция (утолщение) колонн. Внутренняя колоннада была двухъярусной. Ныне сохранилось только 24 колонны. В наосе храма находилась статуя богини Афайи, рядом —  небольшой бассейн, который наполнялся оливковым маслом. Там греки совершали ритуальные церемонии (статуя была разрушена в начале V века).

## Скульптуры
Храм знаменит прежде всего частично сохранившимися скульптурными композициями западного (512—500 гг. до н.э.) и более позднего, восточного (480—470 гг. до н.э.) фронтонов. Композиции изображают эпизоды сражений греков  с троянцами, в которых главную роль играет богиня Афина, помогавшая грекам. Сохранилось пятнадцать фигур (десять с западного и пять с восточного фронтона), а также ряд мелких фрагментов. Предполагают, что старый восточный фронтон был разрушен и скульптуры были заменены новыми в 480—470 гг. до н.э. Скульптуры выполняли разные мастера, их имена неизвестны, и до настоящего времени затруднительно установить кого изображают отдельные фигуры. Даже реконструкции расположения фигур на обоих фронтонах вызывают дискуссии специалистов . Есть мнение, что восточный фасад представляет битву с участием Геракла и Теламона, а западный битву с участием Аякса Великого
Скульптура эгинского храма, так называемые эгинеты, демонстрирует ряд новых черт в сравнении с предыдущим периодом архаики и отражает эволюцию античного искусства времени перехода к строгому стилю и периоду ранней классики. Фигуры подчинены фронтальной плоскости (изображены либо точно в профиль, либо в фас), но они одинаково обработаны со всех сторон. Очевидно, что мастера рассматривали их автономно, как круглую скульптуру, чтобы затем поместить в пространство фронтона. Это было ново для того времени. Правда, композиционное пространство ещё не рассматривается как единое целое, между фигурами много цезур, «пустого» места и именно поэтому так затруднена реконструкция целого. Конечную цель эволюции ранней античной скульптуры  на примере фронтонов эгинского храма можно определить, по формулировке Б. Р. Виппера,  как «преодоление фронтальности». Отдельные фигуры при их общей фронтальности отличаются экспрессией. «Эгинские мраморы» были дополнены не только яркой раскраской, но и отдельными бронзовыми и вызолоченными деталями (детали вооружения, украшения, обувь), а также одеждой — ярко окрашенными плетёными тканями. Немецкий историк искусства Адольф Фуртвенглер в 1890-х годах предложил реконструкцию, в которой отдельные фигуры скомпонованы в живописные группы, но эта схема была отвергнута большинством специалистов, поскольку она не соответствует мышлению скульпторов того времени .
В 1811 году путешествовавшие по Греции и осматривавшие древние храмы Джон Фостер, Чарльз Роберт Кокерелл, барон Штакельберг, барон Халлер фон Халлерштайн  с помощью местных жителей, указавших правильное место, откопали упавшие во время землетрясения и заваленные землёй статуи и фрагменты фигур западного и восточного фронтонов — в общей сложности 15 фигур, 13 голов и десятки фрагментов. Заплатив местным османским властям всего 40 фунтов, группа переправила статуи и фрагменты в Пирей. При содействии австрийского консула Гропиуса, французского консула Фовеля и Джованни Лузьери (когда-то помогавшего в аналогичной операции Элджину), группа позаботилась отправить древности на контролируемый англичанами остров Закинф, где в ноябре 1812 года был организован аукцион. 
После многих перемещений  скульптуры отреставрировал в Риме (с произвольными изменениями по обычаю того времени) датский скульптор  Бертель Торвальдсен. По рекомендации Торвальдсена эгинеты в 1814 году приобрёл баварский принц Людвиг (будущий король Людвиг I). Ныне реконструкции фронтонных групп Эгинского храма можно увидеть в Мюнхенской глиптотеке. Строитель Глиптотеки (1815—1816) баварский архитектор скульптор  Лео фон Кленце стилизовал здание снаружи и изнутри под древнегреческую архитектуру. Тем более органично в нём выглядят «эгинеты». Дополнения, сделанные Торвальдсеном, были убраны и произведена научная (насколько это возможно) реконструкция композиции обоих фронтонов. Отдельно показаны муляжи фигур с воссозданием яркой полихромной окраски и тканевых деталей.

## Источники

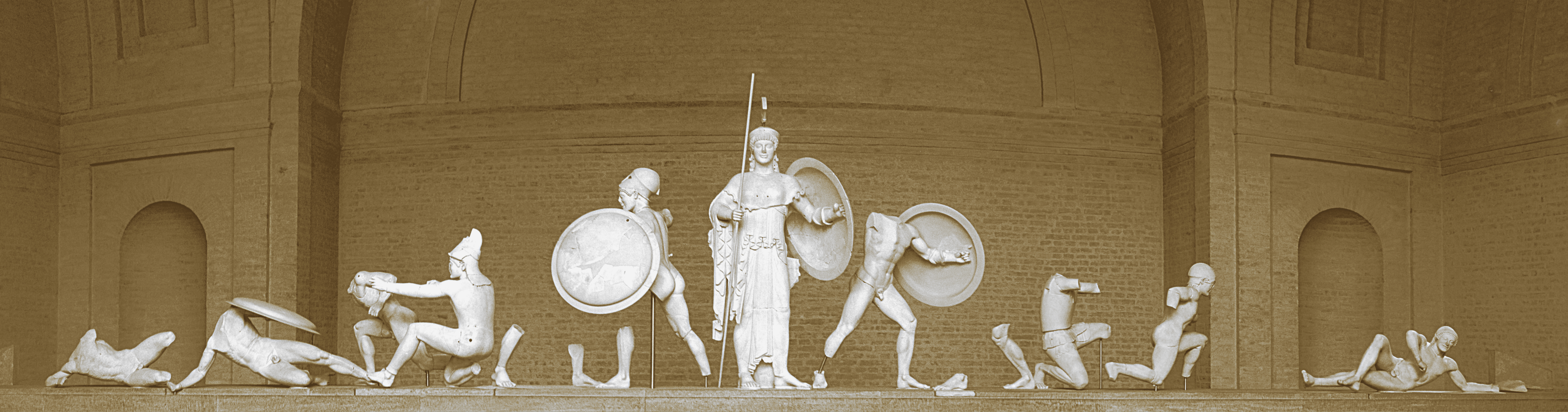
Останки западного фронтона в Мюнхенской глиптотеке
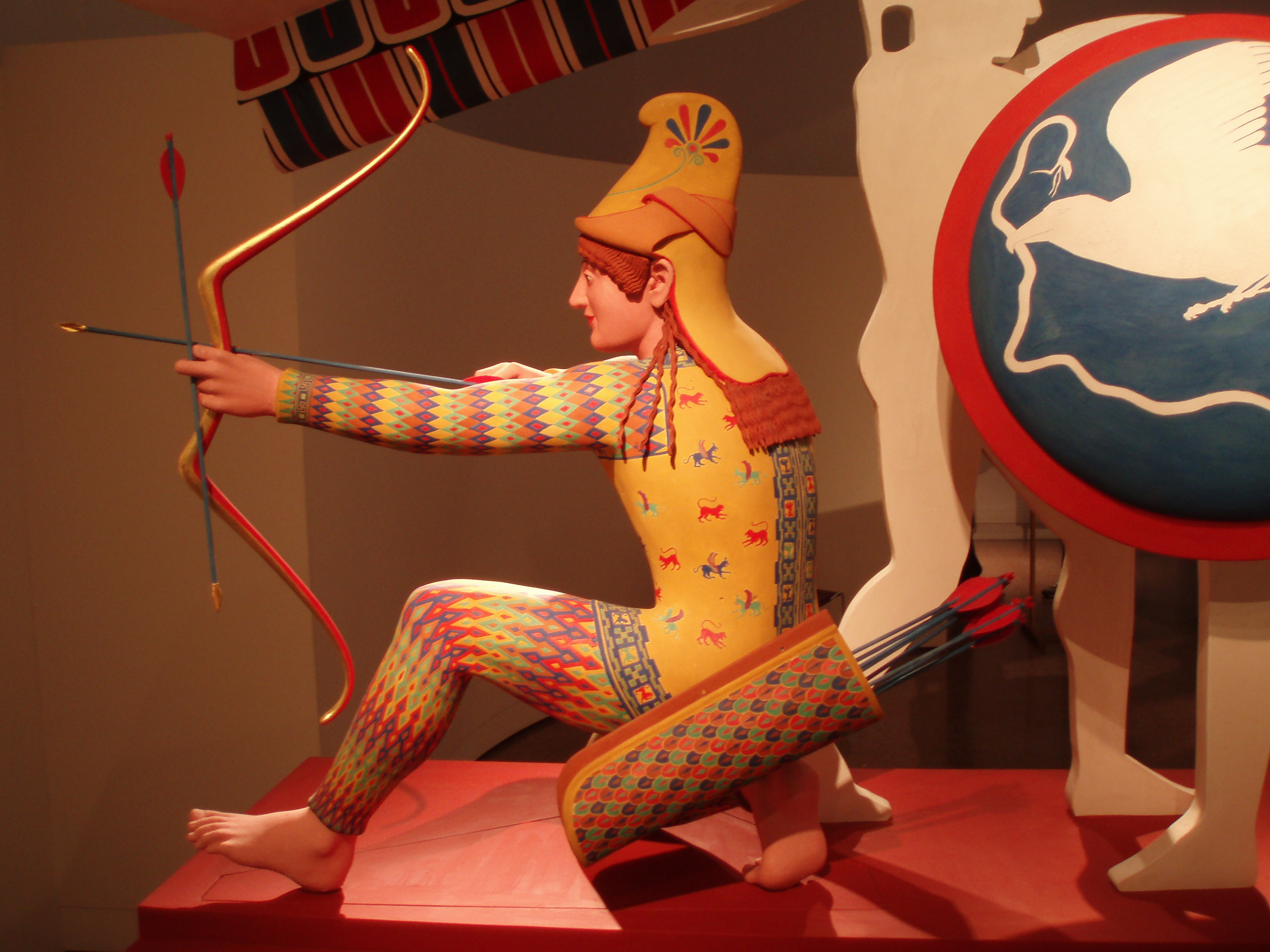
Реконструкция оригинальной росписи одной из фигур
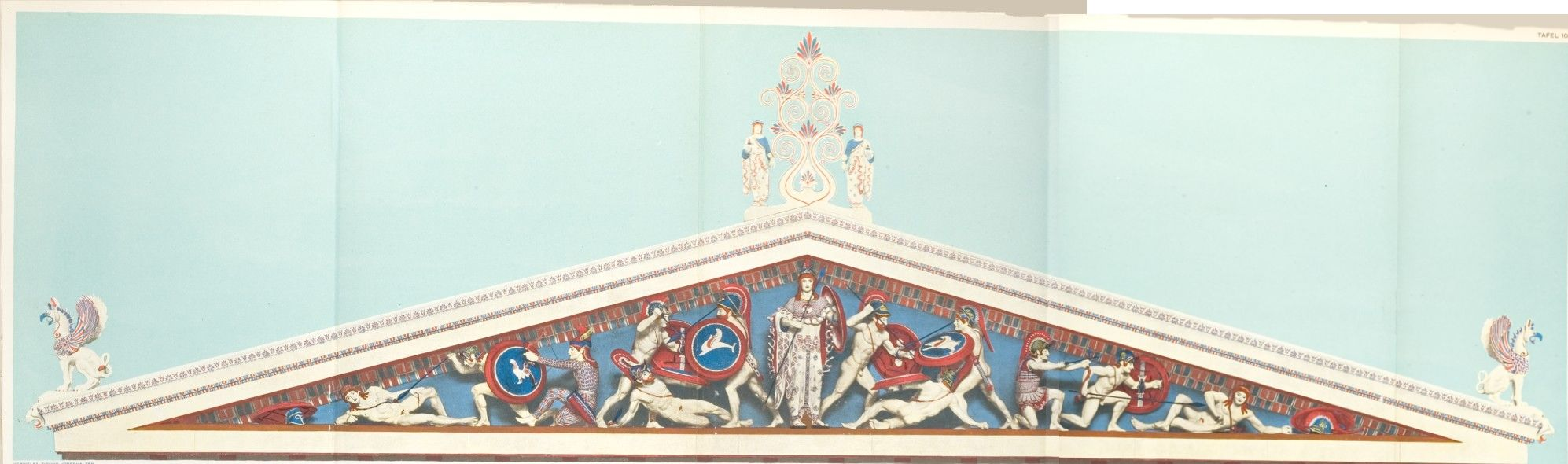
Реконструкция западного фронтона